# Tansu Çiller

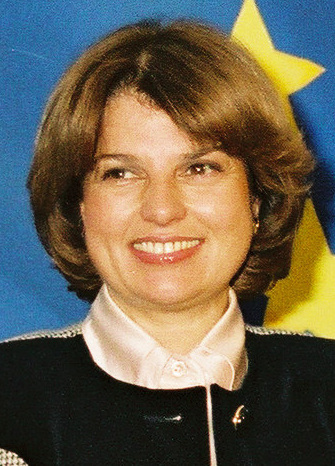
Tansu Çiller (1994)

Tansu Penbe Çiller (* 24. Mai 1946 in Istanbul) ist eine türkische Politikerin. Sie war von 1993 bis 1996 die erste und bislang einzige Frau im Amt des Ministerpräsidenten der Türkei.

## Leben
Nach dem Studium der Wirtschaftswissenschaften an der Bosporus-Universität, der Universität von Connecticut und der Yale-Universität wurde Çiller in der Türkei Hochschulprofessorin für Ökonomie. 1990 trat sie der Partei des Rechten Weges bei. 1991 wurde sie ins Parlament gewählt und zur Wirtschaftsministerin berufen. Sie übernahm am 13. Juni 1993 den Vorsitz der Partei des Rechten Weges (DYP) und setzte sich am folgenden Tag gegen zwei männliche Mitbewerber durch: Sie wurde Chefin einer Koalitionsregierung, nachdem der bisherige Premier Süleyman Demirel zum Staatspräsidenten gewählt worden war.
Çiller galt als harte Politikerin und brachte einige Reformen auf den Weg, musste sich aber auch mit Korruptionsvorwürfen auseinandersetzen, in ihrer Amtszeit ereignete sich der Susurluk-Skandal. Nach dem Bruch der Koalition 1996 war sie bis 1997 Außenministerin unter Necmettin Erbakan, der nach nur dreimonatiger Amtszeit ihres Nachfolgers Mesut Yılmaz den Posten des Ministerpräsidenten übernahm.
Nach den Parlamentswahlen 2002, bei denen die DYP mit 9,5 % knapp an der 10-%-Hürde gescheitert war, trat sie vom Vorsitz ihrer Partei zurück.
Sie war mit Özer Uçuran Çiller (1937 – 2024) verheiratet und hat zwei Kinder.